# Roodoogbuulbuul
De roodoogbuulbuul (Pycnonotus brunneus) is een zangvogel uit de familie van de Buulbuuls (Pycnonotidae) die voorkomt in de Indische Archipel.

## Kenmerken
Deze buulbuul is 17,5 cm lang. Het is een saai gekleurde, overwegend grijsbruine vogel. Hij lijkt sterk op de witoogbuulbuul (P. simplex). De roodoogbuulbuul is wat donkerder en bijna egaal grijsbruin op keel, borst en buik in vergelijking met de witoogbuulbuul. De roodoogbuulbuul heeft een rode iris. Overigens hebben volwassen witoogbuulbuuls ook een rood oog, alleen de onvolwassen witoogbuulbuul heeft een vuilwitte of grijze iris.

## Verspreiding en leefgebied
De roodoogbuulbuul komt voor op het schiereiland Malakka en de eilanden Sumatra en Borneo. Het is net als de witoogbuulbul een vogel van laagland bos. Mogelijk is deze soort beter aangepast aan aangetast regenwoud en handhaaft zich goed in secondair bos.
De soort telt twee ondersoorten:
- P. b. brunneus: van Malakka tot Sumatra en Borneo en de nabijgelegen eilanden.
- P. b. zapolius: de Anambaseilanden.

## Status
De roodoogbuulbuul heeft een enorm groot verspreidingsgebied en daardoor alleen al is de kans op de status kwetsbaar (voor uitsterven) uiterst gering. De grootte van de populatie is niet gekwantificeerd, maar gaat in aantal achteruit door versnippering van het leefgebied. Echter, het tempo ligt onder de 30% in tien jaar (minder dan 3,5% per jaar). Om deze redenen staat deze buulbuul als niet bedreigd op de Rode Lijst van de IUCN.